# Compañía de Esquiadores Escaladores de Viella

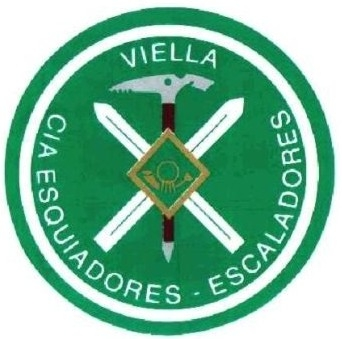

La Compañía de Esquiadores Escaladores de Viella (Lérida) fue una unidad divisionaria (hasta 1986 no dependía operativamente de ninguna unidad menor que la División de Montaña Urgel 42-IV) del Ejército de Tierra de España. Se fundó en el año 1961 con la denominación de "Compañía de Esquiadores Paracaidistas", como Unidad Orgánica Divisionaria. Su primer capitán fue D. José de la Barrera Vicente , quien se hizo cargo de la Cía EE en cumplimiento de la Orden General n.º 365 de 31-12-63.  
El 1 de enero de 1987 pasa a denominarse Compañía de Esquiadores Escaladores n.º 41, dependiendo orgánicamente de la BRCZM XLI y administrativamente del RCZM Arapiles n.º 62, y el 1 de julio de 1996, por resolución 562/07546/96 de Adaptaciones Orgánicas, recibe el nombre de Compañía de Esquiadores-Escaladores n.º 1, con dependencia orgánica de la BRCZM “ARAGON” I. En diciembre del año 2000 la Cía EEE es trasladada a la ciudad de Jaca (Huesca), donde aún permanece, constituida por especialistas en esquí y escalada y caracterizada por su autonomía y movilidad para ejecutar misiones independientes y profundas en zonas de alta montaña y de frío extremo. 
La Compañía se componía de cuatro secciones de armas (tres de fusileros y una de armas de apoyo), una sección de mulos y otra de servicios. 
Cada sección de armas disponía de una escuadra de ametralladora ligera o mortero, y la Sección de Armas de Apoyo estaba constituida por un pelotón de ametralladoras, uno de morteros, y otro de lanzagranadas. La sección de servicios se componía del personal de tropa encargado de cocinas, mantenimiento, e intendencia en general.